# 弗朗西斯·萊德蒙德
弗朗西斯·萊德蒙德（英語：Hugh Francis Redmond，1919年10月30日—1970年4月13日），是一位美國二戰傘兵，隨後在中央情報局著名的特別活動部門工作。
在1946年至1951年期間，他偽裝成冰淇淋機銷售員，潛入上海，收集關於中國共產黨的情報資訊。
他在登上前往美國舊金山的輪船时遭到逮捕並被拘留。他在监狱中度過了近二十年，經歷了嚴酷的拷打，然而他從未承認自己與中央情報局有任何聯繫。
他于1970年去世；中國方面聲稱他於1970年4月13日割腕。隨後，中國火化了他的遺體，並將其遺骸送回美國。萊德蒙德於1970年8月3日被埋葬在揚克斯的奧克蘭公墓。然而，關於他是否在監禁期間被謀殺仍然是一個相當大的謎團。